# Université technique d'Accra
Pour les articles homonymes, voir ATU et UTA.
L'Université technique d'Accra (Accra Technical University, ATU) est un établissement d'enseignement supérieur public et la première université technique du Ghana. Elle était auparavant connue sous le nom d'Accra Polytechnic.

## Histoire
L'Université technique d'Accra a été la première université technique à être créée. Elle a été créée en 1949 en tant qu'école technique et commandée en 1957 en tant qu'Institut technique d'Accra. En 1963, l'Institut a été renommé Accra Polytechnic, sur ordre du président de l'époque, le Dr Kwame Nkrumah. Par la loi polytechnique de 1992 (PNDC 321), qui est devenue pleinement opérationnelle au cours de l'année scolaire 1993/1994, l'Université technique d'Accra a été élevée au rang tertiaire. L'établissement a ensuite été placé sous la tutelle du Conseil de l'enseignement supérieur avec autonomie pour décerner des diplômes nationaux supérieurs (par le biais du Conseil national des examens professionnels et techniques [NABPTEX]).  
Avec l'adoption de la loi PNDC 321, l'Université a amélioré ses programmes et ses installations afin de fournir un personnel de niveau intermédiaire pour révolutionner et alimenter les industries ghanéennes en croissance. Malgré les difficultés qui ont caractérisé le passage soudain du statut secondaire au statut tertiaire, l'Université technique d'Accra a fait d'énormes progrès dans la révision et l'expansion de ses programmes pour répondre aux besoins contemporains. L'ATU a commencé à offrir des programmes de diplôme national supérieur en génie mécanique, génie électrique / électronique, technologie du bâtiment, génie civil, conception et production de meubles, secrétariat et études de gestion, secrétariat bilingue et études de gestion, comptabilité, marketing, achats et Approvisionnement, restauration hôtelière et gestion institutionnelle, design de mode et textiles, mathématiques et statistiques et technologie des laboratoires de sciences. Les cours de technicien offerts par l'École polytechnique ont été maintenus. 

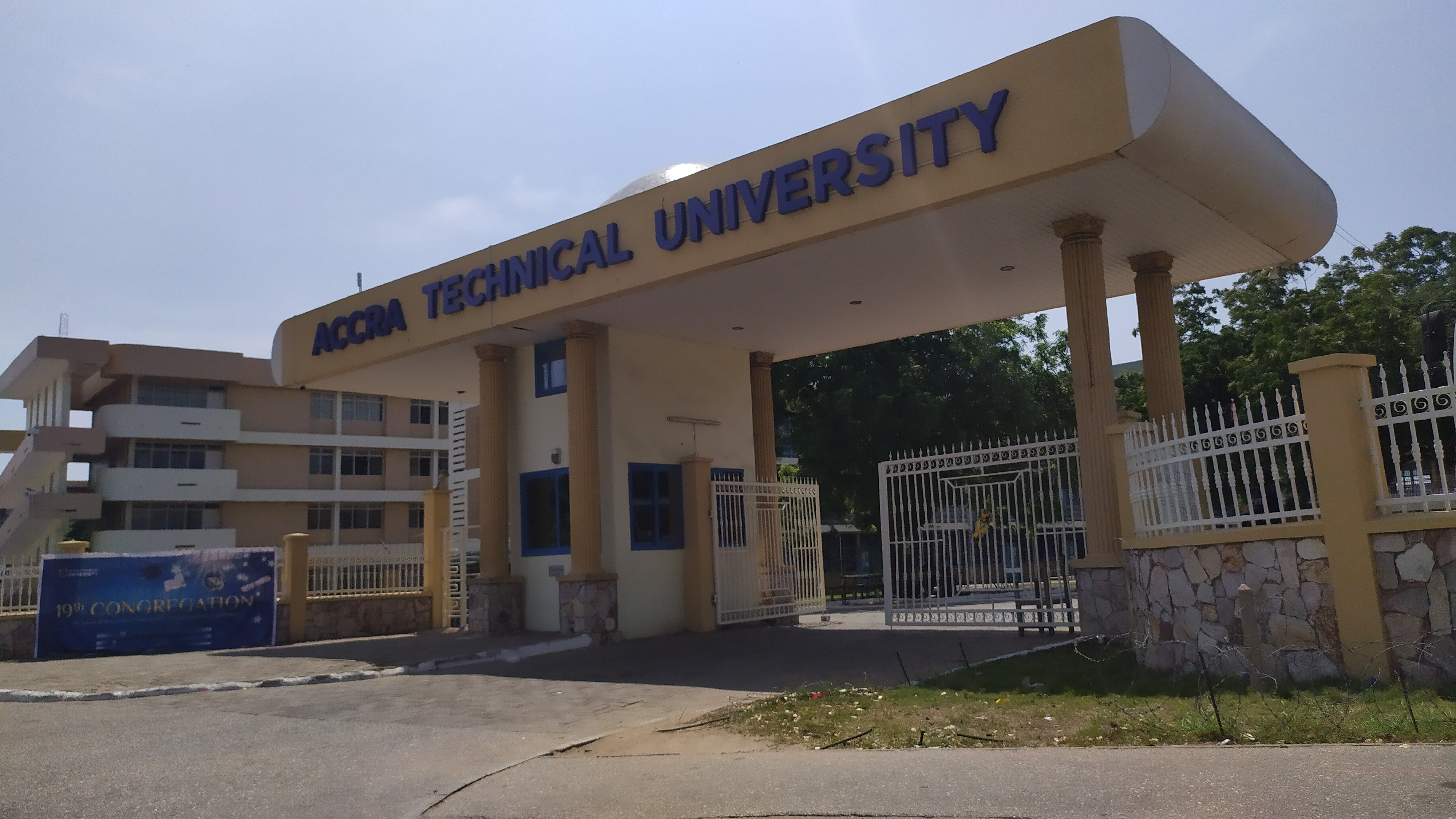
Entrée principale de l'université Technique d'Accra

 En 2007, le Polytechnic Act (loi 745) a été promulguée et a abrogé la loi PNDC 321 de 1992. Cette loi a accordé à l'École polytechnique l'autonomie de décerner les diplômes nationaux supérieurs(HND), les diplômes et autres certificats accrédités par le Conseil national d'accréditation, et d'attribuer des diplômes sous réserve des conditions que le conseil de cet institut polytechnique peut déterminer. L'ATU propose actuellement dix diplômes (Btec) et quinze programmes HND. Ces programmes sont organisés dans trois écoles. En tant qu'établissement d'enseignement supérieur, l'Université technique d'Accra est dirigée par un conseil établi en vertu de la loi de 2016 sur l'université technique (loi 745). 

## Anciens étudiants notables
- Agnes Asangalisa Chigabatia
- DJ Mensah (en)
- Stella Aba Seal (en)
- Millison Narh (en)

## Enseignants
- Nathan Amanquah (en)